# بلای سفید (فیلم)
بلای سفید (به انگلیسی: White Mischief) فیلمی محصول سال ۱۹۸۷ و به کارگردانی مایکل ردفورد است. در این فیلم بازیگرانی همچون گرتا اسکاکی، چارلز دنس، جاس آکلند، سارا مایلز، جرالدین چاپلین، ری مک‌آنالی، ماری هد، جان هرت، تروور هاوارد، ونزلی پیتی و هیو گرانت ایفای نقش کرده‌اند.